# Balkenkreuz

Balkenkreuz.

Ne doit pas être confondue avec la croix pattée allemande, la croix de fer ou la croix gammée nazie
La Balkenkreuz (de l’allemand : Balken veut dire « poutre » ou « barre », et Kreuz se traduit par « croix ») est un type de croix qui fut utilisée comme emblème national sur les véhicules, avions et navires de l’armée allemande, sur certaines périodes entre 1918 et 1945.
Ainsi, le terme Balken n'a strictement rien à voir à voir avec la région européenne des Balkans, et la prétendue traduction en « croix balkanique » est donc totalement erronée.
Balkenkreuz se traduit par « croix resarcelée ». Ce symbole d'identification fut adoptée par l'armée allemande en 1918. En effet, le 10 juin 1918, Ludendorff, chef d'état-major de l'armée en campagne (Sec. Ic, N° 88, 430 op.) signe le document suivant : Les expériences faites sur le front ont prouvé la nécessité de rendre les avions allemands plus facilement reconnaissables. Il résulte d'études approfondies que les croix sont nettement plus visibles quand leurs branches, au lieu d'être incurvées comme précédemment, sont rectilignes et forment des angles droits à leurs intersections.
Ces symboles d'identification se sont ensuite généralisés dans les armées allemandes.

## Traduction possible
En allemand, le mot Balken signifie « poutre », « poutrelle » ou « barre », ainsi, une traduction littérale de Balkenkreuz pourrait être « croix à barres droites » ou « croix en potence ».

## Description
La Balkenkreuz est une croix aux branches droites, perpendiculaires et de longueurs égales (proche mais différente de la « croix dite latine »), qui fut utilisée comme emblème national sur les véhicules, avions et navires de l’armée impériale allemande (Deutsches Heer et Kaiserliche Marine) pendant une partie de la Première Guerre mondiale et sur ceux de l’armée allemande du Troisième Reich (Wehrmacht) de sa création en 1935 à la fin de la Seconde Guerre mondiale,.

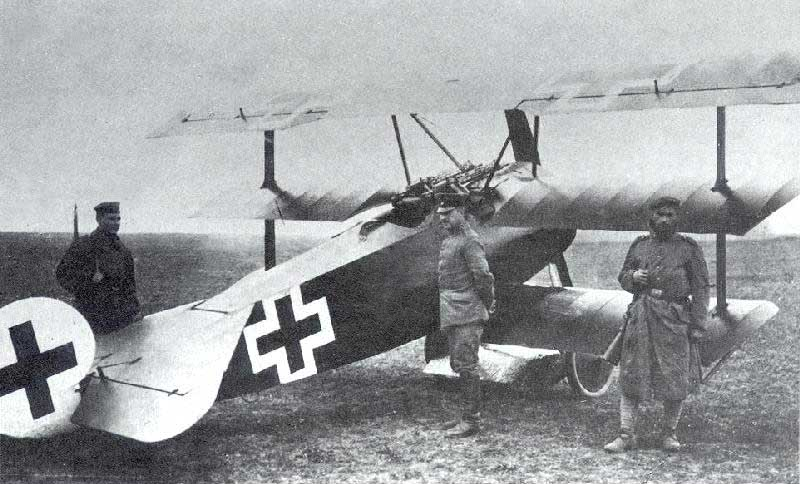
Un des Fokker Dr.I du baron Manfred von Richthofen, as de la Première Guerre mondiale, portant une Balkenkreuz sur le fuselage et une autre dans un cercle blanc sur la dérive, en 1917 ou 1918.

La Balkenkreuz ne doit pas être confondue avec :

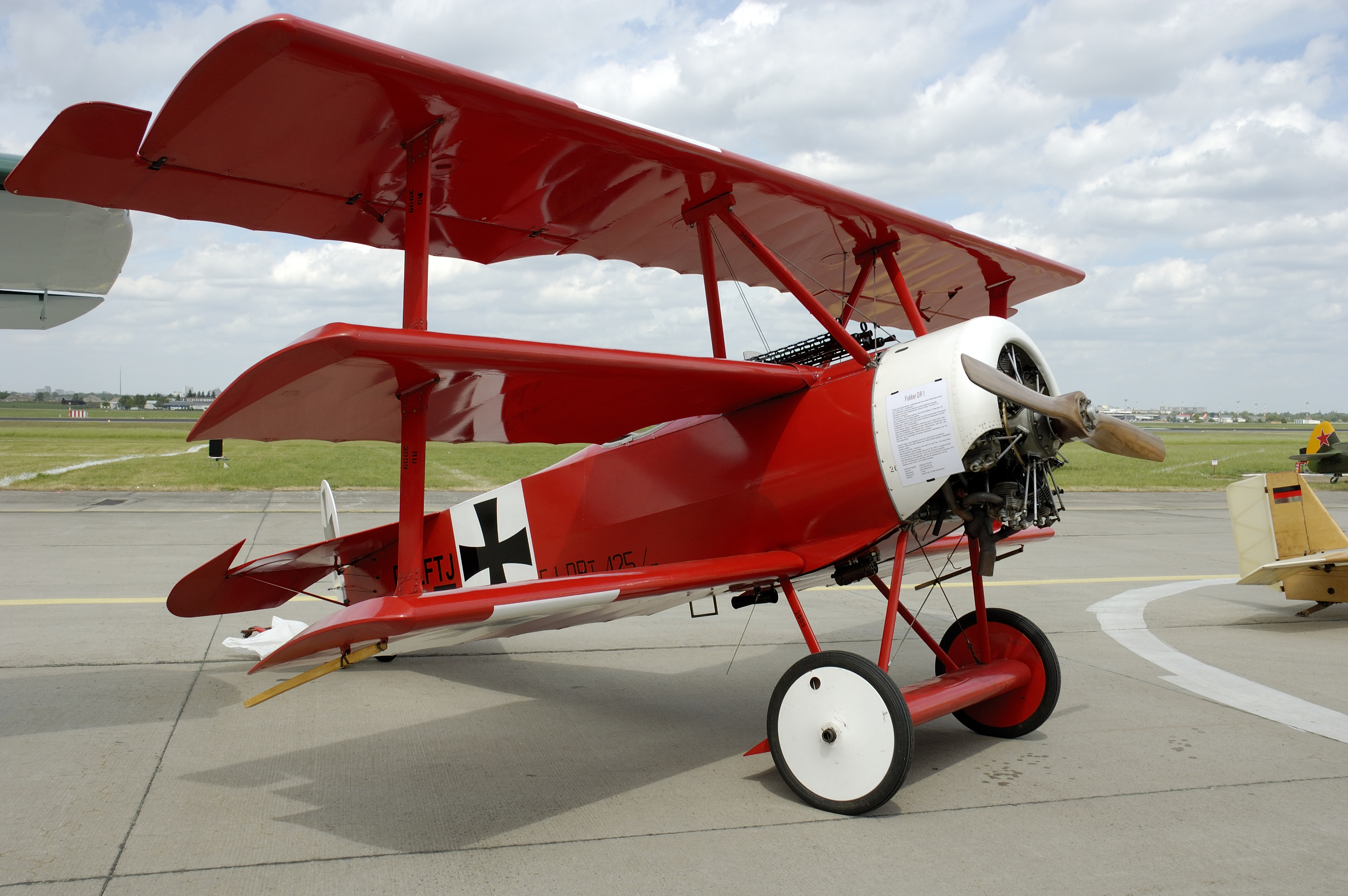
Un autre Fokker Dr.I de Manfred von Richthofen, portant pour celui-ci une « croix de fer », ou croix pattée allemande, et non pas une Balkenkreuz comme sur la photo ci-dessus. Ceci montre que les deux emblèmes ont coexisté pendant la Première Guerre mondiale.

- la croix pattée allemande, dite « croix de fer » (que l’on retrouve comme croix de décoration récompensant les militaires allemands, appelée croix de fer), avec laquelle elle a alterné de 1914 à nos jours ;
- la croix gammée, qui fut utilisée parallèlement par l’Allemagne nazie de 1933 à 1945 ; néanmoins, la Balkenkreuz et la croix gammée dextrogyre coexistaient sur les avions de la Luftwaffe, la croix gammée étant en général placée sur la dérive (partie verticale de l’empennage) ; les avions civils (y compris les prototypes d'avions militaires non encore adoptés officiellement) portaient sur la dérive à partir de 1933[réf. souhaitée] le drapeau national, composé d’une croix gammée dans un cercle blanc au milieu d'un rectangle rouge.

## Rappel historique
La croix noire (schwarze Kreuz), tant sous sa forme héraldique droite que pattée, fut le symbole de l'ordre Teutonique militaire (der Deutsche Orden) depuis les croisades (au Proche-Orient puis en territoire balte) , elle est donc l’un des symboles de l'armée allemande depuis environ mille ans, bien que l'ordre Teutonique lui-même soit resté un ordre hospitalier. 